# Артур Тікс
Артур Тікс (нім. Arthur Tix; 16 грудня 1897, Дармштадт — 7 лютого 1971, Майнц) — німецький промисловець, лідер воєнної економіки. Кавалер Лицарського хреста Хреста Воєнних заслуг з мечами.

## Біографія
Учасник Першої світової війни, офіцер артилерії. Навчався в Дармштадському технічному університеті, вивчав машинобудування, технології та матеріалознавство. Одночасно був членом добровольчого корпусу «Франконія-Дармштадт». В 1922 році влаштувався на роботу в концерн Bochumer Verein (BVG). З 1929 року - керівник, з 1934 року — директор заводу. 
З 1939 року — керівник всіх металургійних заводів BVG, з 1942 року — одночасно генеральний директор Hanomag. З квітня 1942 по вересень 1943 року — начальник головного комітету озброєнь. В 1943 році Альберт Шпеєр хотів призначити Тікса представником фірми Friedrich Krupp AG.
В 1947-1950 роках — член ради директорів металургійного заводу Оснабрюка, після чого повенрнувся в BVG на посаду технічного директора.

## Нагороди
- Почесний хрест ветерана війни з мечами
- Хрест Воєнних заслуг 2-го і 1-го класу з мечами
- Почесне звання «Лідер воєнної економіки» (1943)
- Лицарський хрест Хреста Воєнних заслуг з мечами (1 червня 1944)
- Медаль Роберта Ганта (1957) - перший нагороджений-німець.
- Почесний сенатор Дармштадського технічного університету (1959)
- Командорський хрест ордена «За заслуги перед Федеративною Республікою Німеччина» (1963)
- Медаль Карла Люга (1965)
- Почесний доктор інженерних наук Клаустальського технічного університету